# 제5도살장

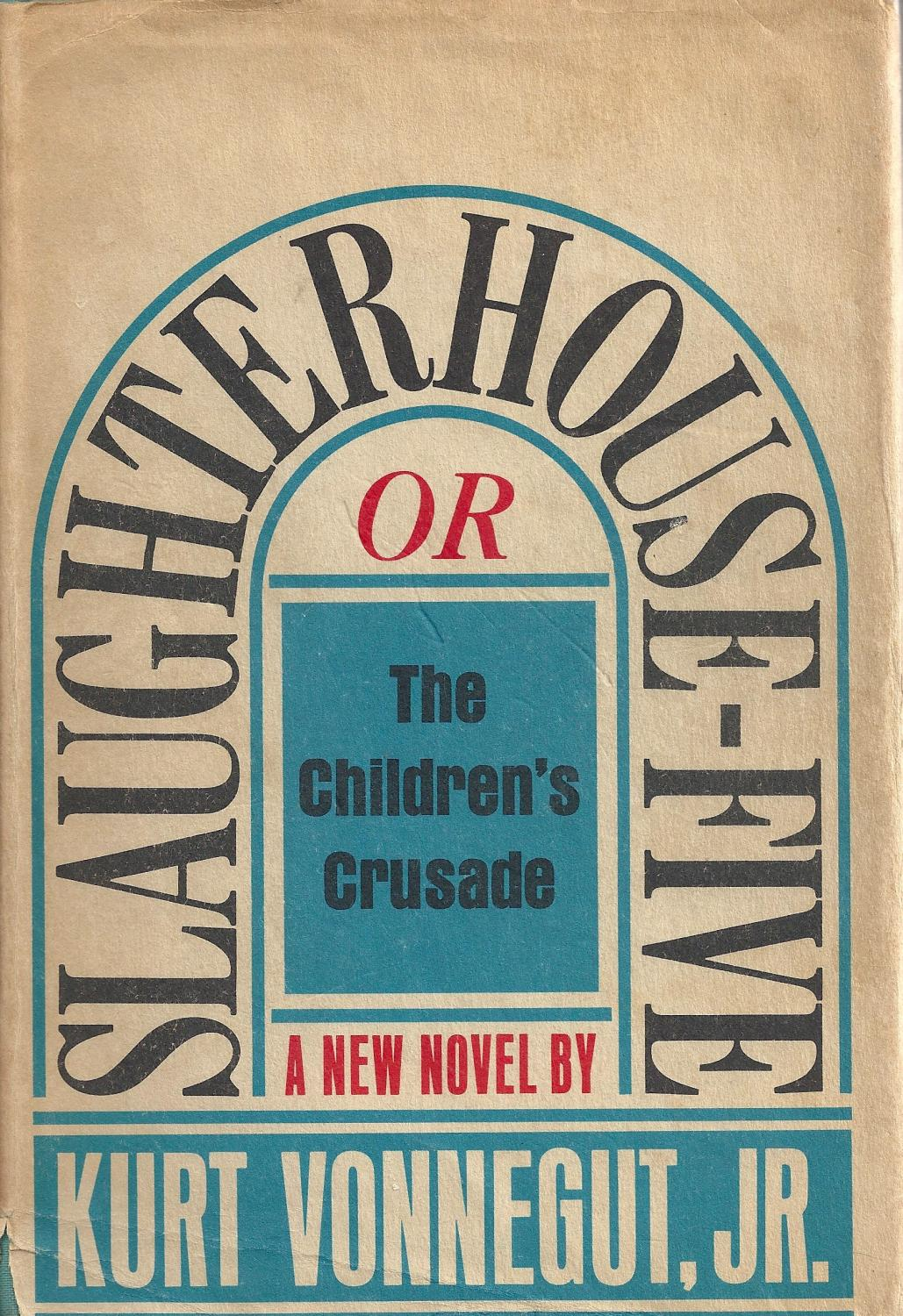

제5도살장, 혹은 소년 십자군, 죽음과 억지로 춘 춤(Slaughterhouse-Five, or The Children's Crusade: A Duty-Dance with Death)은 커트 보니것이 쓴 반전 풍자 SF로, 드레스덴 폭격을 목격한 미군 병사인 빌리 필그램의 시간 여행과 더불어 그의 경험을 담은 소설이다. 제5도살장은 보통 커트 보네거트의 제일 유명하고 또한 인기있는 소설로 꼽힌다. 또한 이 소설은 커트 보니것이 직접 목격한 드레스덴 폭격 경험과 더불어 그가 포로로 잡혀 있었던 도살장을 개조한 수용소인 '제5도살장' 등을 담고 있어서, 반-자서전으로 보기도 한다. 제5도살장은 영화, 연극, 라디오 드라마등으로도 개작되기도 하였으며, 휴고 상등 여러 상에 노미네이트되기도 하였다.

## 줄거리
소설의 첫 시작은 나레이터(혹은 작가)의 이야기로 시작된다. 책에서 자신을 기억과 팰맬 담배만 남은 늙은 등신으로 표현하며 그리고 이걸 소설로 쓰는게 얼마나 힘든지를 이야기 하면서 처음 시작과 더불어 끝 말을 알려주면서 작품은 시작된다.
빌리 필그램은 1968년 비행기 사고를 당한후 뇌수술을 받게 된다. 그후 빌리 필그램은 자신이 '트랄파마도어'(Tralfamadore) 행성에 납치되어 알몸으로 전시되었다고 말하기 시작한다. 책의 이야기는 빌리 필그램이 벌지 대전투에서 독일군 포로가 되어 드레스덴으로 가서 겪은 드레스덴 폭격과 트릴파마도어에게 납치되어 겪은 내용 등 빌리 필그램은 시간의 족쇄에서 풀려나 시간여행을 하게 된 이야기를 담고 있다.

## 문학적 의의

### 문학 기술
보니것은 이 소설에 "So it Goes"라는 문구를 써놓았다. 이 So it Goes는 죽음과 죽음에 닥칠 상황등에 사용되었는데, 나레이터는 이를 다른 화제로 전환할 때 사용했으며, 메멘토 모리와 같이 설명을 필요로 하거나 설명할 필요가 없는 문장에 사용되었다. 이 책의 첫번째 챕터는 작가의 회고록 식으로 쓰여있는데, 그가 어떻게 이 소설을 쓰게 되었는지 설명하고 있다. 나레이터 혹은 작가는 이 책을 가리켜 "책이 너무 짧고 뒤죽박죽이고 거슬린다"라고 적었지만, 그후 "원래 대학살 뒤엔 모든것이 아주 고요해야 하는 것" 이라고 말한다.
이 책의 첫번째 어구는 "이 모든 일은 실제로 일어났다. 대체로는"(All this happened, more or less)인데, 2010년 이 책은 미국 책 리뷰의 소설의 첫번째 줄중 우수한 100대 목록중 38위에 올랐다. 저자는 나중에 제2차 세계대전 중의 빌리 필그램의 아픈 동료로 등장하며, 소설은 실제 상황과 가상의 소설과 픽션들을 반복적으로 등장시킨다.

### 양식
나레이터는 제5도살장을 시작할때, 소설의 기원을 설명하고 있으며, 또한 소설의 끝과 시작에 대해서 토론하고 있다. 첫번째 장이 픽션이 아닐지라도 이 소설의 시작은 2번째 장부터 시작된다. 이런 기술은 포스트모더니즘 메타픽션에서 공통점으로 드러나는 기술이다. 이 소설은 시간관념이 깨진 빌리 필그램에 의해 종잡을 수 없는 내러티브로 되어 있는데, 보니것의 소설이 이런 구조를 취하고 있다.

## 평가
제5도살장에 대한 평가는 매우 높으며, 뉴욕 타임즈의 1969년 3월 31일자 책 서평에서 "당신께서 그걸 좋아하시거나 아님 그걸 SF 코너에 다시 밀어넣으실겁니다" 라고 적어놓기도 하였다. 1970년에는 네뷸라 상 최고의 소설 분야, 휴고 상 최고의 소설에 노미네이트되기도 하녔다. 그러나 두 상 모두 어슐러 르 귄의 어둠의 왼손에 뺏기게 된다. 1998년 Modern Libary는 20세기 100대 영어 소설중 제5도살장을 18위에 올려놨다. 또한 타임 지에서도 1923년 이후 100대 영어 소설 목록중 하나에 이름을 올려놓고 있다.

### 검열 논쟁
제5도살장은 많은 검열 시도가 있었다. 검열의 주된 표적은 무례한 어투와 성적 묘사, 미군 병사에 대한 모독적인 발언과 더불어 이단적 표현이었다. 제5도살장은 문학사에서 처음 동성애 남자란 말을 사용하였으며, 홀로코스트 피해자중 하나로 소설에서 "요정들"이라고 언급된다.
미국에선 여러번 문학 수업에서 이 책을 배제하고, 학교 도서관에서 책을 없애고 또한 문학 커리큘럼에서 없애자는 운동이 벌어지기도 하였다. 1972년 제5도살장은 미시건 오클랜드 카운티의 공립 학교에서 배제되었다. 순회 판사는 이 책을 가리켜 "타락하고 음란하며, 또한 정신질환적이고 상스러운 반 기독교 책" 이라고 설명하였다.
이에 미국 연방 대법원은 Island Tree School District v. Pico 건에서 수정헌법 1조를 들어 책이나 다른 것들을 공립 학교 도서관에서 제외하는 행위에 대해 제제를 걸었다. 그리고 이는 "지방 교육청이 책에 포함된 생각들을 싫어하고 정치, 민족주의, 종교 또는 여타 의견의 문제에서 정통적인 것들을 지키기 위해 학교 도서관 서가에서 도서를 제거할 수 없다"도 포함되어 있다. 제5도살장은 미 도서관 협회의 "1990~1999년의 가장 많이 읽는 책" 중 67위를 차지 하였으며, 같은 협회에서 주관한 "2000~2009년의 가장 많이 읽는 책"의 56위를 차지하기도 하였다. 2011년 8월 제 5 도살장은 또 미주리의 리퍼블릭 고등학교에서 금서가 되었는데, 이에 커트 보네거트 기념 도서관측에서는 이 학교 학생 150명에게 선착순으로 공짜로 책을 줌으로써 이에 반박했다.

### 비판
빌리 필그램이 겪은 드레스덴 폭격은 소설의 중요한 요소이다. 소설안에서 보니것은 이 폭격으로 13만 5천명의 독일 시민이 사망했다고 말했다. 그는 데이빗 어빙이 쓴 드레스덴에서의 파괴를 인용하였다. 나중에 발간된 출간물에선 수를 2만 4천에서 4만명으로 보고 있으며, 어빙의 연구에 대해 의문을 던지고 있다.
다른 비판으론 이 제5도살장이 퀴에티즘에 기반을 두고 있다고 보고 있다.